# Cirkumfleks
 "^" omdirigeres hertil. For det musikalske accenttegn, der kan se se således ud, se accent (musik).
Cirkumfleks (lat. circumflexus "bøjet rundt") er et accenttegn, der ligner et lille tag over bogstavet (f.eks. â) eller en bølgelinje ( ~, tilde) over bogstavet (f.eks. ã).
Cirkumfleksen sættes normalt over en vokal for at vise, at den udtales med en anden kvalitet end den ikke-accentuerede vokal, eller for at angive at stavelsen udtales med en særlig tone.
Tegnet benyttes bl.a. i fransk, græsk, italiensk, kasjubisk, rumænsk, slovakisk, vietnamesisk, portugisisk, esperanto og japansk skrevet med latinske bogstaver.
- På græsk (oldgræsk) angiver cirkumfleks (περισπωμένη προσῳδεία), at den musikalske accent stiger og falder inden for den samme stavelse i modsætning til accent aigu, der betegner en uophørt stigning: οἶκοι / oĩkoi "huse" ~ οἴκοι / oíkoi "hjemme". På græsk (nygræsk) er disse toneforskelle opgivet, og man skelner derfor normalt ikke længere mellem akut, gravis og cirkumfleks i skriften.
- På fransk betegner cirkumfleks (accent circonflexe) som regel, at et oprindeligt (latinsk) s er faldet bort , f.eks. bête "dyr" < latin bestia, hôte "vært, gæst" < latin hospis.
- På esperanto sættes der et cirkumflekslignende tegn (ĉapeleto) over visse konsonanter: ĉ (tsj), ĝ (dzj), ĥ (hh), ĵ (zj), ŝ (sj).
- På de oldindiske sprog sanskrit og pāli i transskription til det latinske alfabet angives en lang vokal ofte med cirkumfleks i stedet for overstillet streg (fx ā), fordi tegnet ^ umiddelbart er tilgængeligt på tastaturet. Der skrives altså pâli i stedet for pāli.[4]

## Andre anvendelser
- som eksponentialoperator, når man skriver matematik på computere, fx 5^2 som svarer til {\displaystyle 5^{2}\,}
- bruges i statistik til at angive, at der af tale om et estimat af en ukendt parameter eller en prædiktion (forudsigelse).
- i nogle smileyer, fx :^) og ^_^
- i programmeringssproget Pascal til pointerreferencer.
- kaldes også tophat